# اشترینان
اشترینان یکی از شهرهای استان لرستان در ایران است. این شهر، مرکز بخش اشترینان می‌باشد که در شهرستان بروجرد و در شمال شهر بروجرد قرار دارد.
این شهر در دشت سیلاخور قراردارد و دارای آب و هوای سرد کوهستانی است. اشترینان به احتمال زیاد اشتربان بوده است و یکی از کاروانسراها بر سر راه بروجرد و اصفهان به همدان و بغداد بوده است. کوه و قلعه یزدگرد در شرق آن و کوه گرین در غرب آن قرار دارند. هسته اولیه شهر، بنا بر لغت‌نامه دهخدا متشکل از چهار چشمه بوده است.
همچنین از دلایل جذب گردشگران به این شهر و از رسوم محلی آن مراسم ماه محرم آن است، در این مراسم به سینه‌زنی، زنجیرزنی ،گل‌مالی، آتش زدن نمادین خیمه‌ها و پخش نذورات از جمله هلیم پرداخته می‌شود.

## تاریخچه
این شهر دارای قدمتی دیرینه است و براساس سنگ‌نوشته‌های یافت شده قدمت آن به زمان حمله اعراب به ایران می‌رسد. نام اشترینان به احتمال زیاد بر این اساس انتخاب شده است که در زمان یزدگرد چون این منطقه خوش آب و هوا بوده است برای نگهداری چارپایان سپاه یزگرد استفاده می‌شده و بر همین اساس به آن اشتربان می‌گفته‌اند که بعدها در اثر گذشت زمان به اشترینان تبدیل شده است.
بر اساس نقل قولی دیگر، چون در قدیم سوغات این شهر نان‌های بزرگی بوده است، و بزرگ‌ترین حیوان حلال گوشت نیز شتر بوده است، از این رو نام اشترینان (نان‌هایی به اندازه شتر) برای این شهر انتخاب شده است.
در کتاب مجمل التواریخ که به شرح احوال دوران افشاریان و زندیه اختصاص دارد به قلعه و شهری به نام اشتران در نزدیکی همدان اشاره شده است که احتمالاً همان اشترینان است. در صفحه ۱۴۲ این کتاب در شرح اتفاقات مربوط به میرزا محمدتقی آمده که با حسین خان به طمع دریافت حکومت کرمانشاه به اصفهان رفت و با دریافت خودمختاری کل به سمت کرمانشاه برگشت و سرداران تفنگچی (خوانین) ایلات را خواست که بدون اطلاع امیرخان و میرزا محمدتقی در همدان به وی بپیوندند. خوانین با جمعیت زیاد روانه شدند:
(خوانین) چند روز در منزل اشتران که نزدیک همدان است توقف نمودند. امیرخان بر حقیقت احوال آن‌ها مطلع شده هفت هزار سوار برداشته با چهارضرب توب به سمت اشتران مرحله پیما گردید. حسین خان آگاهی یافته با وجود بی چشمی که دم از هم چشمی می‌زد تلافی را صلاح ندانسته در قلعه اشتران با مرتضی قلی خان تحصن اختیار نمودند. و امیرخان دو روز آن‌ها را محاصره نموده کاری از پیش نبرد و عطف عنان به جانب قلعه نمود.

## جمعیت
بر پایه سرشماری عمومی نفوس و مسکن در سال ۱۳۹۵ جمعیت این شهر ۸٬۴۵۰ نفر (۳٬۷۸۰ خانوار) بوده است.

## زبان
فرهنگ جغرافیائی ایران زبان مردم اشترینان را لری ذکر کرده است، زبان مردم این شهر لری سیلاخوری است.